# Créatures fantastiques du Québec
Créatures fantastiques du Québec est un livre écrit par l'écrivain québécois Bryan Perro, publié pour la première fois en 2007 par les Éditions du Trécarré et réédité par les Éditions des Intouchables en 2009. 
Ce livre décrit certaines créatures, objets et lieux sortant de l'imaginaire québécois, avec leur situation géographique et des images à effet tridimensionnel dessinées par Alexandre Girard.

## Légendes
L'auteur décrit dans son livre 26 légendes québécoises, comprenant de 50 à 60 créatures fantastiques, dans le but de préserver le folklore québécois.
- La butte du Noir
- La Corriveau
- La coureuse des grèves
- La croix maudite de Causapscal
- La Dame aux glaïeuls
- La Dame blanche
- La Hère
- etc.